# Dendrolagus goodfellowi
Dendrolagus goodfellowi — вид родини Кенгурових. Етимологія: вид названо на честь Ґудфелоу, який зібрав голотип. Зафіксована максимальна тривалість життя для виду понад 21 рік.

## Поширення
Цей вид є ендеміком Нової Гвінеї, де зустрічається в середньогірських районах Центральних Кордильєрів. Діапазон поширення за висотою: 0-2860 м над рівнем моря. Населяє середньо- і високогірні тропічні ліси.

## Морфологія
Зовнішньо схожий на Dendrolagus matschiei (і спочатку вважався підвидом останнього), але хутро по обидва боки від спинного хребта і хвіст загалом такого ж кольору, що й спина, з деякими жовтими мітками.

## Загрози та охорона
Цей вид перебуває під загрозою полювання місцевими жителями на продовольство, а додатково втрата місць проживання внаслідок використання місцевих лісів на деревину і лісоматеріали, і підсічно-вогневого землеробства й кавових плантацій, полів рису й пшениці. Зустрічається в кількох природоохоронних територіях.

## Підвиди
вид Dendrolagus goodfellowi
- підвид Dendrolagus goodfellowi goodfellowi (Thomas, 1908)
- підвид Dendrolagus goodfellowi buergersi (Matschie, 1912)

## Галерея

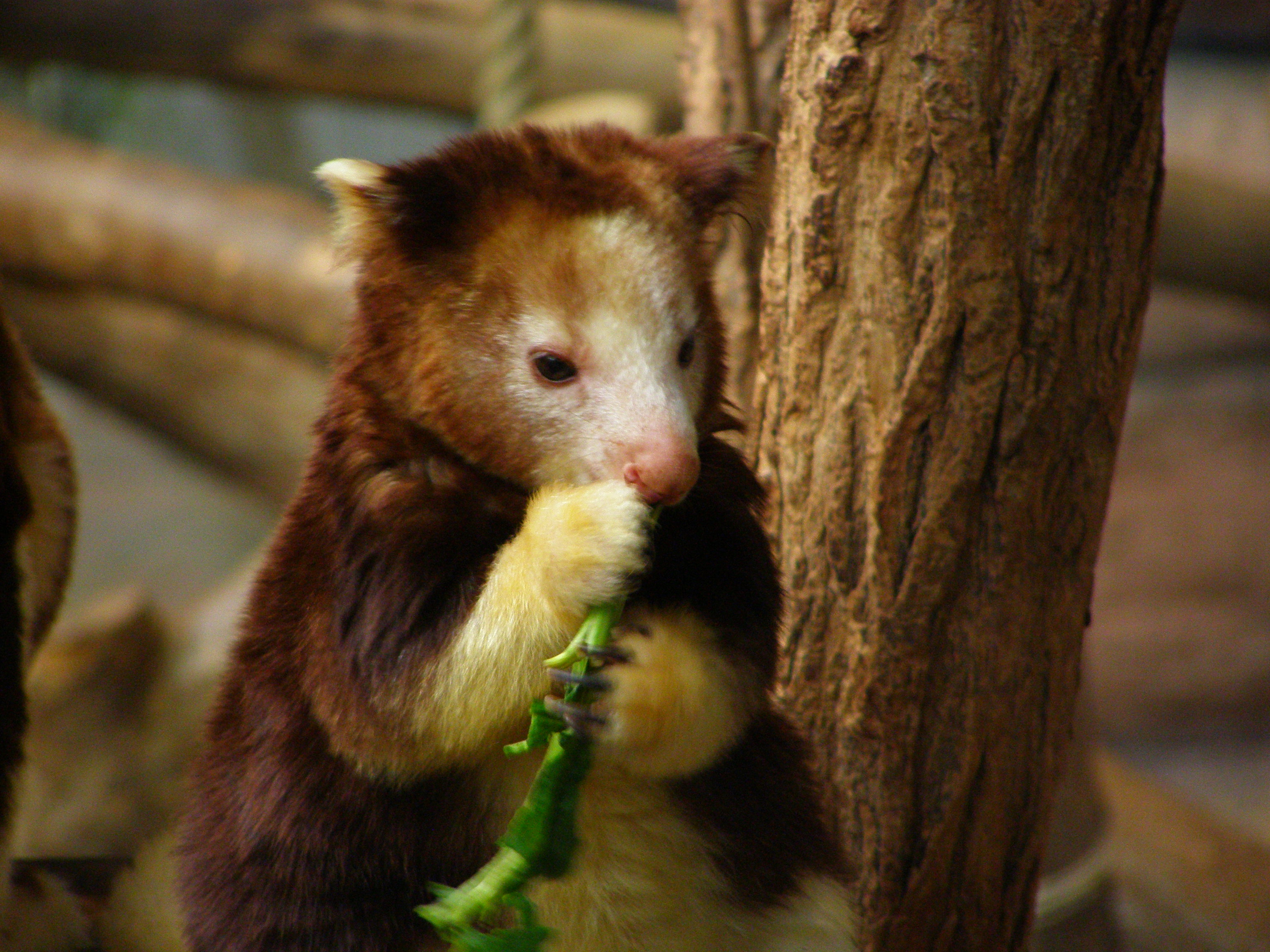
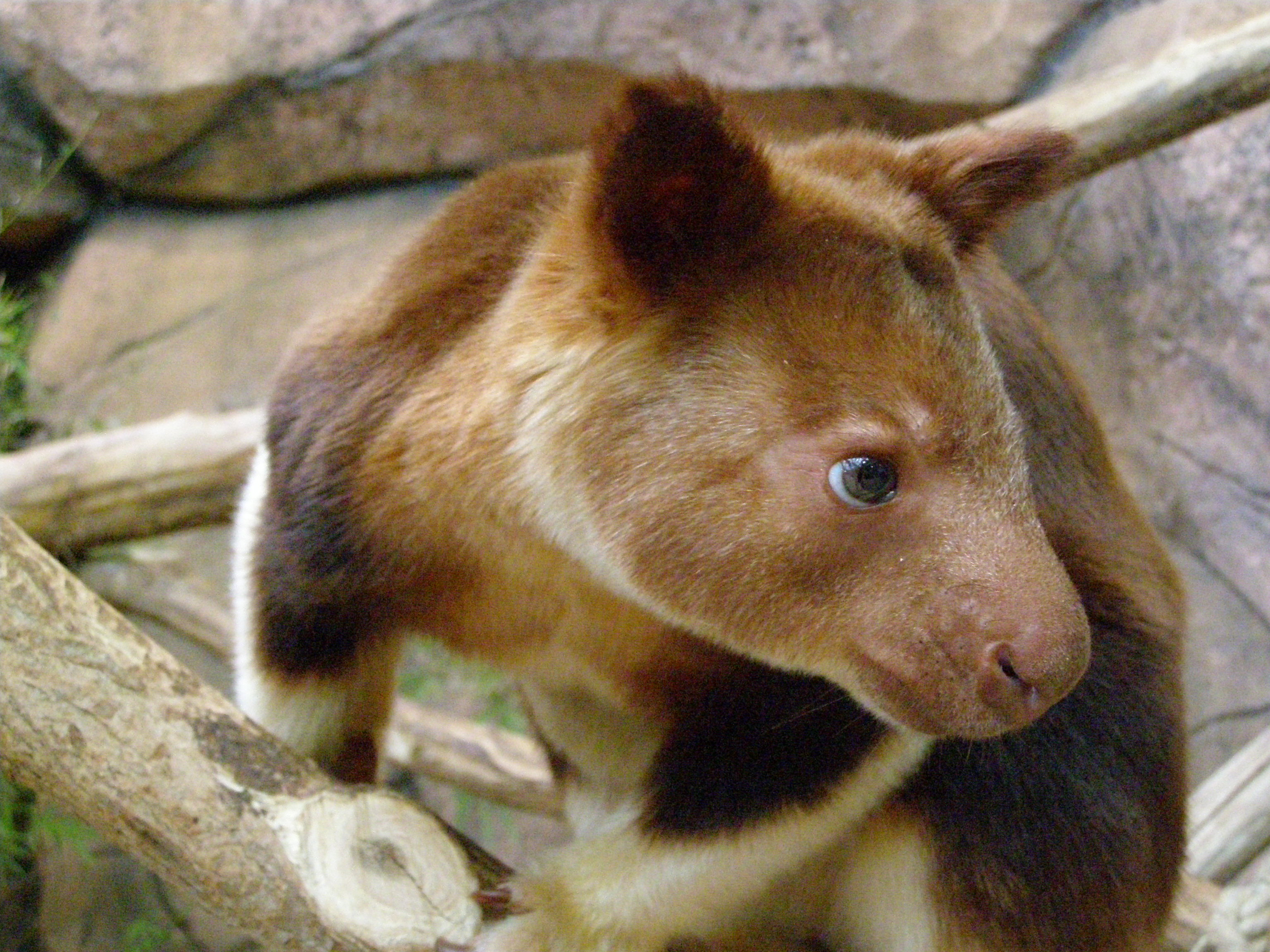
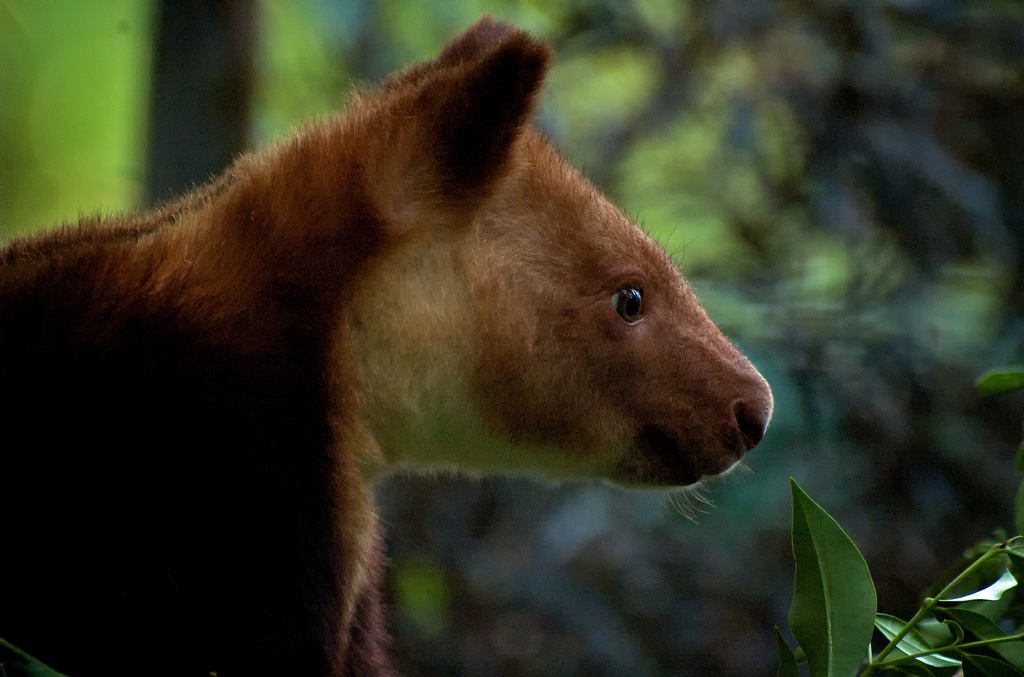
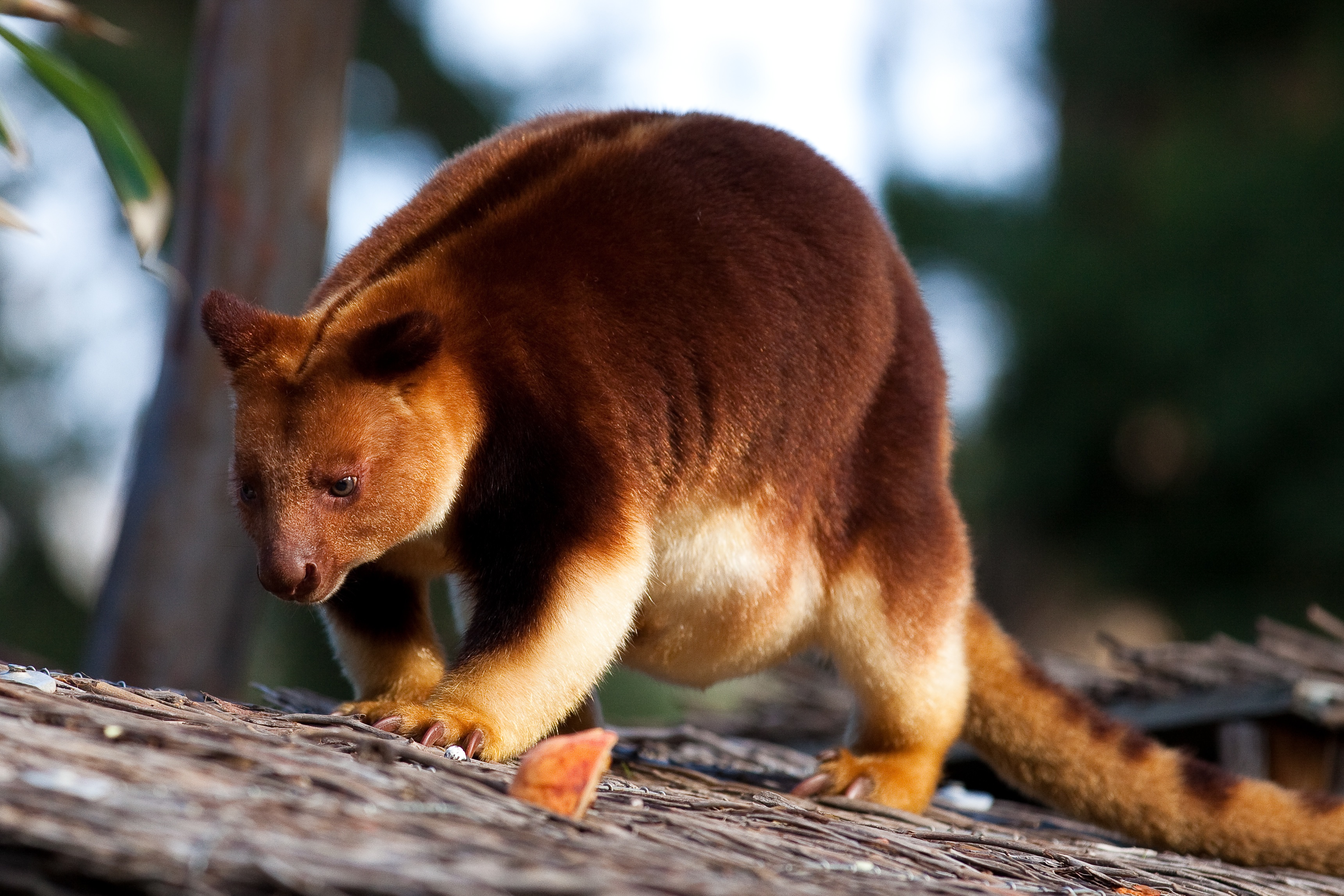

| Панда | Це незавершена стаття з теріології. Ви можете допомогти проєкту, виправивши або дописавши її. |